# Antonio Barrero Ripoll
Antonio Barrero Ripoll (Madrid, 25 de març de 1947 — Sevilla, 26 d'abril de 2010) va ser un enginyer aeronàutic, catedràtic universitari i professor investigador espanyol, els treballs del qual en l'àmbit de la nanotecnologia i la mecànica de fluids van ser reconeguts i distingits nacionalment i internacional.
Llicenciat en 1972 en enginyeria aeronàutica per la Universitat Politècnica de Madrid (UPM), cinc anys després va aconseguir el doctorat a la mateixa universitat. Professor de l'Escola Tècnica Superior d'Enginyeria (ICAI) i en l'Escola Tècnica Superior d'Enginyers d'Armes Navals, també va ser professor adjunt en l'Escola Tècnica Superior d'Enginyers Aeronàutics de la Politècnica madrilenya. En 1980, va obtenir la càtedra de mecànica de fluids a l'Escola Tècnica Superior d'Enginyers de la Universitat de Sevilla, on va treballar fins a la seva defunció També va ser professor visitant en moltes universitats, entre elles a Yale i a la de Califòrnia a San Diego (UCSD).
Considerat un dels enginyers més excel·lents d'Espanya i en l'àmbit internacional, referència en mecànica de fluids i nanotecnologia, va integrar el que s'ha considerat un selecte grup de professors a Sevilla que van donar un gran impuls als estudis d'enginyeria i a la transmissió dels coneixements, va ser un intel·lectual, amant de la poesia, home de reconeguda capacitat de treball i sòlida formació. Els seus treballs de recerca més destacats es van centrar entorn de la interacció de polsos de molt alta intensitat amb la matèria, els fluxos amb gir intens en hidrodinàmica i l'atomització fina de líquids. Va ser el descobridor d'una nova tècnica per generar dolls coaxials de líquids immiscibles mitjançant camps elèctrics —descobriment que li valgué el Premi Rei Jaume I— que s'aplica en l'actualitat en el camp de la indústria alimentària gràcies a una empresa derivada en la qual ell mateix va participar.
Va ser membre del Scientific Council del International Center for Mechanical Sciences, del 'Life and Physical Sciences Advisory Committee' de la Agència Espacial Europea, acadèmic de nombre de la Reial Acadèmia d'Enginyeria d'Espanya (1995) i de la Reial Acadèmia Sevillana de Ciències (2005). Entre els premis i reconeixements per la seva labor investigadora, figuren l'Annual Teaching Award of the UCSD School of Engineering (1994), Premi d'Investigació Javier Benjumea (2004), el Premi d'Investigació d'Andalusia Juan López de Peñalver (2007), el Premi Rei Jaume I de Noves Tecnologies (2007) i el Premi Fama d'Arquitectura i Enginyeria de la Universitat de Sevilla (2010).